# Reach for the Stars
"Reach for the Stars" é uma canção do cantor will.i.am, gravada para o seu quarto álbum de estúdio #willpower.

## Mars Edition
A NASA confirmou durante o lançamento do Mars Science Laboratory Tweet-up em 24 de novembro de 2011, que Adams tinha uma parceria com a NASA para entregar uma música para o pouso do "Curiosity". Depois de ser carregado para o rover, que caiu perto do equador de Marte, a canção foi transmitida ao vivo do planeta através dos altifalantes do rover, completando um percurso de mais de 300 milhões de milhas (cerca de 482 milhões km), tornando-se a primeira canção na história a ser transmitida de outro planeta, e a segunda canção a ser transmitido em espaço, depois dos Beatles "Across the Universe" que foi transmitida ao espaço pela Nasa em 2008.

## Track listing
- Digital download[3]

1. "Reach for the Stars (Mars edition)" – 4:24

## Créditos
- will.i.am – escritos, produtor, gravação, vocais
- Lil' Jon - Backing Vocals